# Аортальный порок сердца
Аортальный порок сердца — заболевание, проявляющееся в неполном смыкании клапана аорты или сужении (стенозе) устья аорты, или их сочетании. Стеноз устья представляет собой уменьшение просвета отходящей от сердца аорты, приводящее к затруднению оттока крови из левого желудочка сердца. Такой порок может быть как врождённым, так и приобретённым.

## Клиника
- Стенокардия
- Обмороки
- Прогрессирующая сердечная недостаточность

## Диагностика
При физикальном осмотре обнаруживаются симптомы гипертрофии и дилатации левого желудочка и специфическая аускультативная картина.
Уточняющими инструментальными методами являются ЭКГ и рентгенография грудной клетки, окончательно диагноз подтверждается при эхокардиографии с доплерографией.

## Лечение
На начальных этапах заболевания терапия направлена на предотвращение развития гипертрофии и дилатации камер сердца и устранение явлений сердечной недостаточности. Медикаментозная терапия не устраняет причину заболевания, но улучшает качество жизни, и снижает выраженность симптомов заболевания. Препаратами выбора при изолированном аортальном пороке являются селективные β-блокаторы.
При прогрессировании заболевания производится протезирование поражённого клапана. Устанавливается полимерный протез, или же донорский ксеноклапан, из трупного материала, или из организма животного донора, как правило свиной. Каждый из вышеприведённых вариантов протезирования имеет свои недостатки.
При установке неорганического клапана больной должен пожизненно получать антикоагулянтную терапию, для профилактики тромбообразования, без контроля свертываемости крови больной относительно быстро погибает от тромбоэмболии. При протезировании органическим протезом не требуется подобная терапия, но в связи с тем, что органический клапан уступает по прочности механическому и не способен регенерировать, срок его работы не превышает 10 лет, и затем требуется его замена.